# Wat (świątynia)

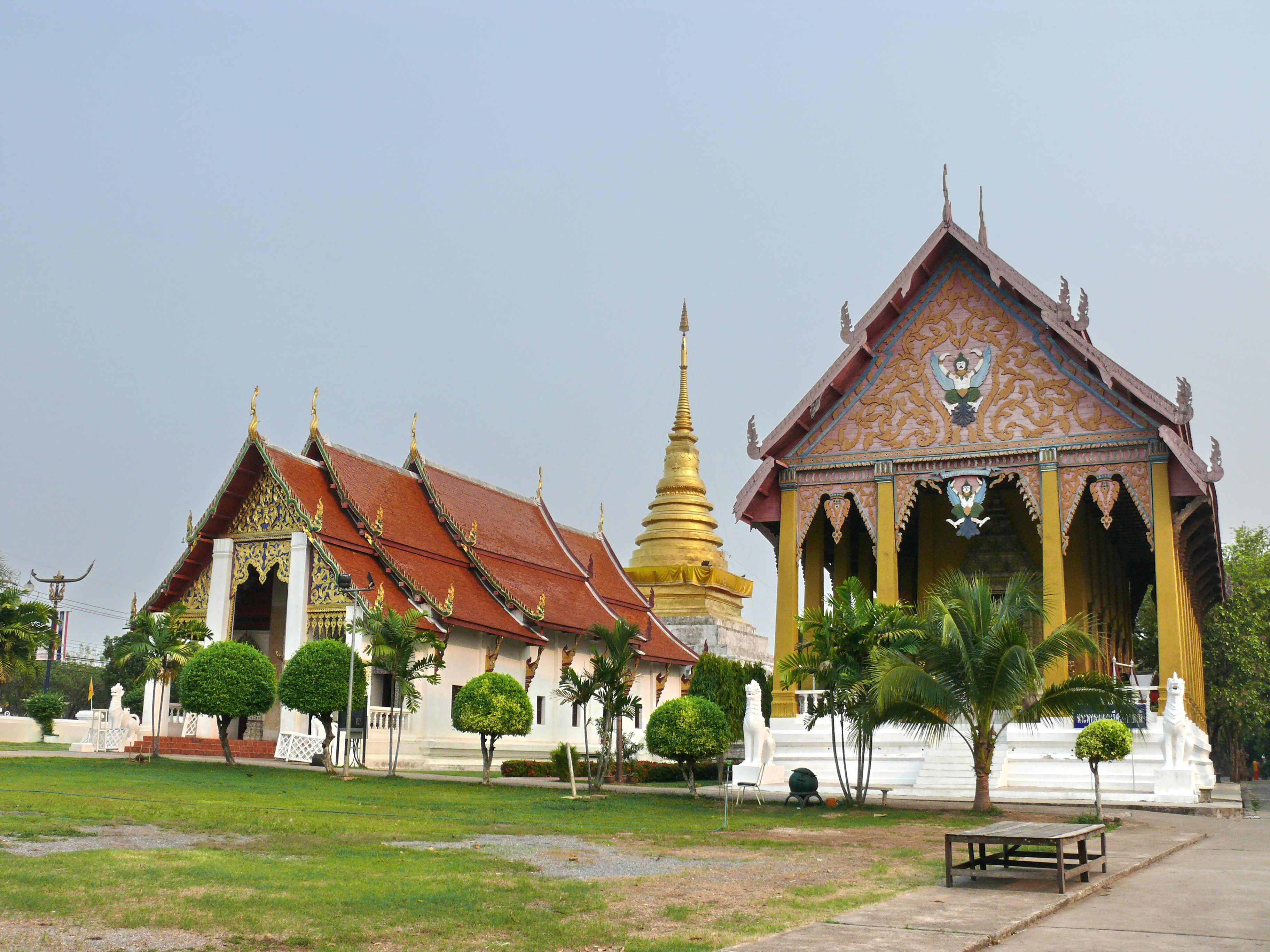
Bot i wihan, z tyłu czedi

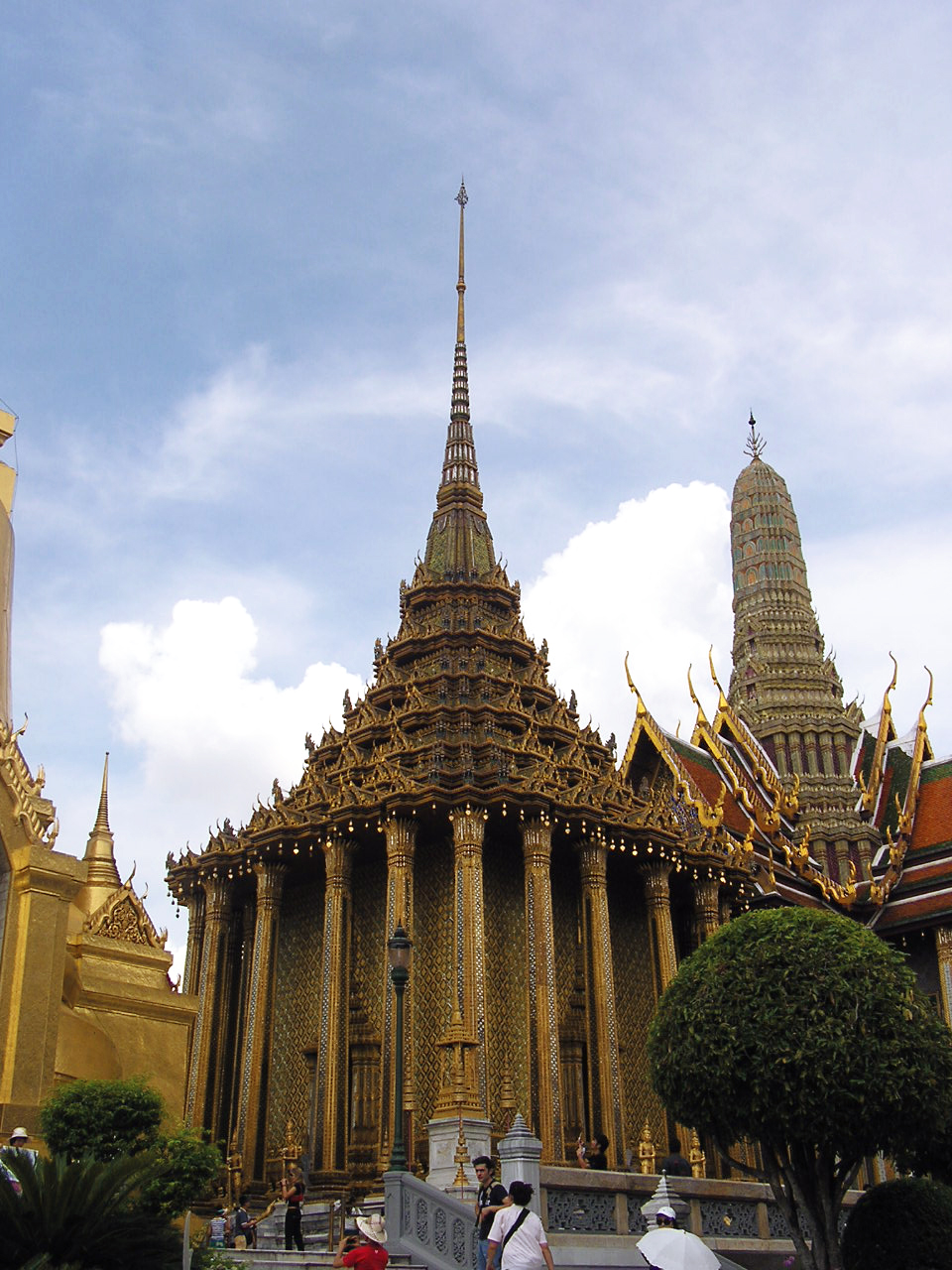
Mondop w Wat Phra Kaew w Bangkoku

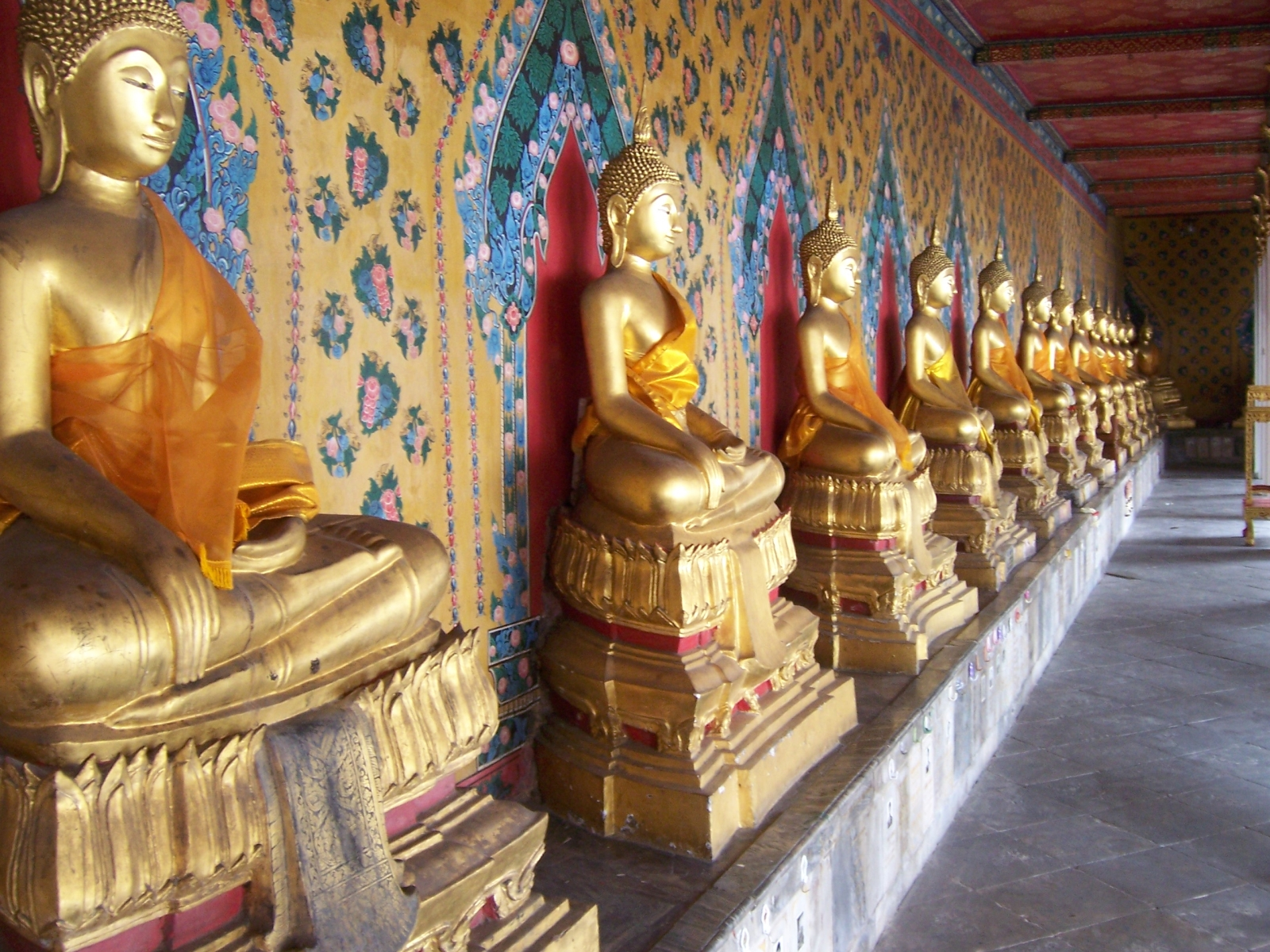
Ogrodzenie watu, Wat Arun

Wat, nazwa kompleksu budynków otoczonych murem spełniających rolę świątyni, klasztoru i miejsca zgromadzeń w południowo-wschodniej Azji. Słowo wat pochodzi z sanskryckiego słowa awasatha, oznaczającego miejsce kultu oraz pobytu społeczności buddyjskiej.
Cały kompleks świątynny jest zazwyczaj podzielony na dwie zasadnicze części: część główną, ogrodzoną murem z posągami buddów i związaną z kultem, zwaną phutthawat (świątynia Buddy), oraz część mieszkalną przeznaczoną tylko dla mnichów, znajdującą się poza głównym ogrodzeniem, zwaną sanghawat. Dodatkowo mogą istnieć sale dla pielgrzymów, park itd.
Najważniejszym z religijnego punktu widzenia elementem w phutthawat jest czedi (stupa), miejsce przechowywania relikwii Buddy lub króla, najczęściej ze strzelistą iglicą. Mogą istnieć również mniejsze stupy, zawierające prochy ważnych mnichów.
Centralną budowlą kompleksu wat jest bot (zwany też ubosot, uposatha) – bogato zdobiony budynek z wielowarstwowym dachem, zorientowany na wschód. Spełnia on rolę kaplicy i miejsca wyświęceń mnichów. Tu też często umieszczany jest najważniejszy posąg Buddy. Dodatkowo cały budynek otoczony jest kamieniami granicznymi zwanymi bai sema.
Obok tego budynku umieszczany jest wihan czyli miejsce zgromadzeń. W dużych kompleksach świątynnych może być kilka wihanów.
Obok niego z kolei znajduje się sala komparien - miejsce spotkań i wykładów.
Na terenie świątyni, może się też znajdować wiele innych obiektów takich jak:
- mondop – kwadratowy budynek z krzyżującymi się dachami lub zwieńczony iglicą, w którym przechowywane są święte księgi i przedmioty kultowe;
- ho trai – biblioteka z sutrami buddyjskimi
- ho rakang – dzwonnica, służąca do wzywania mnichów na nabożeństwa

Na dziedzińcu świątyni rośnie figowiec aśwattha, zasadzony na pamiątkę drzewa tego samego gatunku, pod którym medytował i doznał oświecenia Budda, stąd drzewo nazywane jest również bodhi.